# جناس مطلق
جناس مطلق در آرایه‌های ادبی از انواع جناس ناقص است که در آن، دو رکن در حروف و حرکات مختلف باشند، اما بین آن‌ها مشابهتی باشد، به گونه‌ای که به‌نظر برسد از یک ریشه مشتق شده‌اند؛ زیرا همه حروف یا بیشتر حروف آن در دیگری موجود است. به این نوع از جناس شبه‌اشتقاق نیز می‌گویند. مانند «سرشت و سرنوشت»، که اختلاف دو واژه بیش از دو مورد است به همین دلیل می‌توان آن را جناس مطلق نامید.